# Produit tensoriel de deux modules
Le produit tensoriel de deux modules est une construction en théorie des modules qui, à deux modules sur un même anneau commutatif unifère A, assigne un module. Le produit tensoriel est très important dans les domaines de l'analyse fonctionnelle, de la topologie algébrique et de la géométrie algébrique. Le produit tensoriel permet en outre de ramener l'étude d'applications bilinéaires ou multilinéaires à des applications linéaires.

## Introduction - applications bilinéaires
Lorsque M, N et F sont trois A-modules, on appelle application bilinéaire une application f : M × N → F, telle que :
- f est linéaire à gauche, c'est-à-dire que {\displaystyle \forall \alpha ,\beta \in A,\forall x,y\in M,\forall z\in N,f(\alpha x+\beta y,z)=\alpha f(x,z)+\beta f(y,z)}.
- f est linéaire à droite, c'est-à-dire que {\displaystyle \forall \alpha ,\beta \in A,\forall x\in M,\forall y,z\in N,f(x,\alpha y+\beta z)=\alpha f(x,y)+\beta f(x,z)}.

Pour ramener l'étude des applications bilinéaires à celle des applications linéaires, on se propose de définir un module M⊗N et une application bilinéaire {\displaystyle \varphi :M\times N\to M\otimes N} tels que toute application bilinéaire {\displaystyle f:M\times N\to F} se factorise de manière unique à droite par {\displaystyle \varphi }, c'est-à-dire qu'il existe une et une seule application linéaire {\displaystyle g:M\otimes N\to F} telle que {\displaystyle f=g\circ \varphi }.
On va prouver qu'un tel couple {\displaystyle (M\otimes N,\varphi )} existe et est unique à un isomorphisme près.

## Définition
Soient M et N deux A-modules. L'espace C = A(M × N) est le A-module des combinaisons linéaires formelles (à coefficients dans A) d'éléments de M × N. Un tel espace peut également être défini de manière équivalente comme le A-module des applications de M × N dans A nulles partout sauf sur un nombre fini d'éléments. C est un A-module libre dont {\displaystyle (e_{(x,y)})_{(x,y)\in M\times N}} est la base canonique, en ayant défini {\displaystyle e_{(x,y)}} par {\displaystyle e_{(x,y)}(x,y)=1} et {\displaystyle e_{(x,y)}(u,v)=0}
pour {\displaystyle (u,v)\not =(x,y)}.
On souhaite que les éléments de la forme
- {\displaystyle e_{(x+y,z)}-e_{(x,z)}-e_{(y,z)}}
- {\displaystyle e_{(x,y+z)}-e_{(x,y)}-e_{(x,z)}}
- {\displaystyle e_{(\alpha x,y)}-\alpha e_{(x,y)}}
- {\displaystyle e_{(x,\alpha y)}-\alpha e_{(x,y)}}

soient identifiés comme nuls. On appelle donc D le sous-module de C engendré par les éléments de la forme précédente. On appelle produit tensoriel de M et N, et l'on note M⊗AN le module quotient C/D. Il est important de préciser l'anneau des scalaires A dans la notation du produit tensoriel. Néanmoins, si la situation est assez claire, on peut se permettre de ne pas trop surcharger les notations. On note {\displaystyle x\otimes y} la classe de {\displaystyle e_{(x,y)}} dans M⊗AN.
Remarque : dans le module quotient M⊗N, l'image de M×N par {\displaystyle \varphi } est un cône.

## Cas de deux modules libres
Si les deux A-modules M et N sont libres (par exemple si l'anneau commutatif A est un corps et M, N deux espaces vectoriels sur ce corps) alors leur produit tensoriel est libre : si (mi)i et (nj)j sont des bases respectives de M et N, une base de M⊗AN est (mi⊗nj)(i,j).
En particulier, le produit tensoriel de deux espaces vectoriels M et N a pour dimension dim(M)×dim(N).
Par exemple, le complexifié (en) d'un espace vectoriel réel E (cas particulier d'extension des scalaires), qui est par définition l'espace vectoriel complexe ℂ⊗ℝE, a, vu comme espace vectoriel réel, une dimension double de celle de E : tout vecteur de ℂ⊗ℝE est somme d'un produit tensoriel de 1 par un vecteur de E et de i par un autre vecteur de E et si (ej)j est une base de E (sur ℝ), alors une base sur ℝ de ℂ⊗ℝE est formée des 1⊗ej et des i⊗ej (tandis qu'une base sur ℂ de ℂ⊗ℝE est (1⊗ej)j).

## Généralisation à un produit fini de modules
Ce qui a été fait précédemment se généralise sans peine aux applications multilinéaires. Soit E1, … , En des A-modules. On considère le module produit E = E1×…×En. Une application f : E → F est dite n-linéaire si
Quels que soient l'indice i et les n – 1 éléments {\displaystyle x_{k}\in E_{k}(k\neq i)}, l'application partielle {\displaystyle x_{i}\mapsto f(x_{1},\dots ,x_{i-1},x_{i},x_{i+1},\dots ,x_{n})} est linéaire.
Il existe un A-module que l'on note {\displaystyle \bigotimes _{i=1}^{n}E_{i}} et une application n-linéaire {\displaystyle \varphi :(x_{1},\dots ,x_{n})\mapsto x_{1}\otimes x_{2}\otimes \cdots \otimes x_{n}} de E dans {\displaystyle \bigotimes _{i=1}^{n}E_{i}} telle que pour toute application n-linéaire de E dans un module d'arrivée F, il existe une unique application linéaire {\displaystyle g:\bigotimes _{i=1}^{n}E_{i}\to F} telle que {\displaystyle f=g\circ \varphi }.
En fait, le produit tensoriel de deux modules est associatif au sens suivant : si E, F, G sont trois A-modules, alors les modules (E⊗AF)⊗AG, E⊗A(F⊗AG) et E⊗AF⊗AG sont isomorphes.

## Langage des catégories
Pour des A-modules E1, … , En fixés, les applications multilinéaires {\displaystyle \ E_{1}\times \cdots \times E_{n}\rightarrow F}, où F parcourt les A-modules, sont les objets d'une catégorie, un morphisme de l'objet {\displaystyle \ f:E_{1}\times \cdots \times E_{n}\rightarrow F} vers l'objet {\displaystyle \ g:E_{1}\times \cdots \times E_{n}\rightarrow G} étant une application linéaire h de F dans G telle que {\displaystyle \ g=h\circ f}. Dans le langage des catégories, la propriété énoncée ci-dessus de l'application {\displaystyle \varphi :(x_{1},\dots ,x_{n})\mapsto x_{1}\otimes x_{2}\otimes \cdots \otimes x_{n}} de {\displaystyle \ E_{1}\times \cdots \times E_{n}} dans {\displaystyle \bigotimes _{i=1}^{n}E_{i}}, à savoir que pour toute application n-linéaire de {\displaystyle \ E_{1}\times \cdots \times E_{n}} dans un module d'arrivée F, il existe une unique application linéaire {\displaystyle g:\bigotimes _{i=1}^{n}E_{i}\to F} telle que {\displaystyle f=g\circ \varphi }, revient à dire que {\displaystyle \varphi } est un objet initial de la catégorie en question, ou encore : que le foncteur covariant qui à tout module F associe le module des applications multilinéaires {\displaystyle E_{1}\times \ldots \times E_{n}\to F} est représenté par {\displaystyle \bigotimes _{i=1}^{n}E_{i}}.
Par ailleurs, pour un A-module N, fixé, la donnée d'une application bilinéaire de M × N dans F est équivalente à celle d'une application linéaire de M dans le module Hom(N, F) des applications linéaires de N dans F, si bien que le foncteur – ⊗N est adjoint à gauche du foncteur Hom(N, –), c'est-à-dire qu'on a un isomorphisme naturel :